# Osteotomie
Die Osteotomie (von griechisch ὀστέον „Knochen“ und τομή „Schnitt“) bezeichnet ein seit etwa 1825 in der Chirurgie angewandtes Operationsverfahren, bei dem ein oder mehrere Knochen gezielt durchtrennt werden.
Angewandt werden Osteotomien beispielsweise um Fehlstellungen wie unphysiologische Beinachsen (O- bzw. X-Beine) oder Hüftfehlstellungen (angeborene Hüftluxationen) zu korrigieren. Hierbei wird dann von einer Umstellungs-Osteotomie oder Korrekturosteotomie gesprochen. Der Osteotomie folgt dabei in der Regel eine Osteosynthese, oft als Plattenosteosynthese ausgeführt, um die durchtrennten Knochenteile in der neuen, gewünschten Position wieder zu fixieren.
Darüber hinaus finden Osteotomien auch in vielen anderen Bereichen Anwendung, z. B. in der zahnärztlichen Chirurgie als „Zahnosteotomie“ (beim Entfernen von Weisheitszähnen) oder in der Kieferchirurgie als Kieferosteotomie (Umstellung der Kieferknochen).
Oftmals werden Osteotomien auch notwendig, um einen operativen Zugang zu tiefer gelegenen Organen zu erhalten. Dies betrifft etwa die Osteotomie des Brustbeins oder von Rippen für herzchirurgische oder lungenchirurgische Eingriffe. In der Orthopädie ist die Osteotomie des Innenknöchels bekannt, um einen besseren Zugang zum Sprungbein zu erhalten, oder des Trochanter major am Oberschenkel, um besonders bei Revisions-Hüftprothesen einen besseren Zugang zur Hüftpfanne zu erhalten. Auch bei Osteotomien im Rahmen eines operativen Zugangsweges erfolgt abschließend im Normalfall eine Osteosynthese, am Trochanter major oft als Drahtcerclage ausgeführt.
Um die Operation besser planen und besonders bei komplexen Osteotomien die bestmögliche Position während der Operation gezielt erreichen zu können, können auch im 3D-Drucker hergestellte patientenindividuelle Schablonen und Halterungen eingesetzt werden. Hierfür braucht es allerdings eine 3D-Rekonstruktion anhand eines Dünnschicht-CT.

## Häufig angewendete Osteotomien
- DVO (Derotations-Varisationsosteotomie): Bei Fehlstellungen des Hüftgelenkes, die als präarthrotische Deformität eingestuft werden, wird der Oberschenkelschaft unterhalb des Rollhügels oder Trochanter durchtrennt, ein im Winkel genau berechneter Knochenkeil entfernt und der Schenkelhals mit einer als Klingenplatte bezeichneten, gelochten Metallschiene wieder fest mit dem Oberschenkelknochen verschraubt.

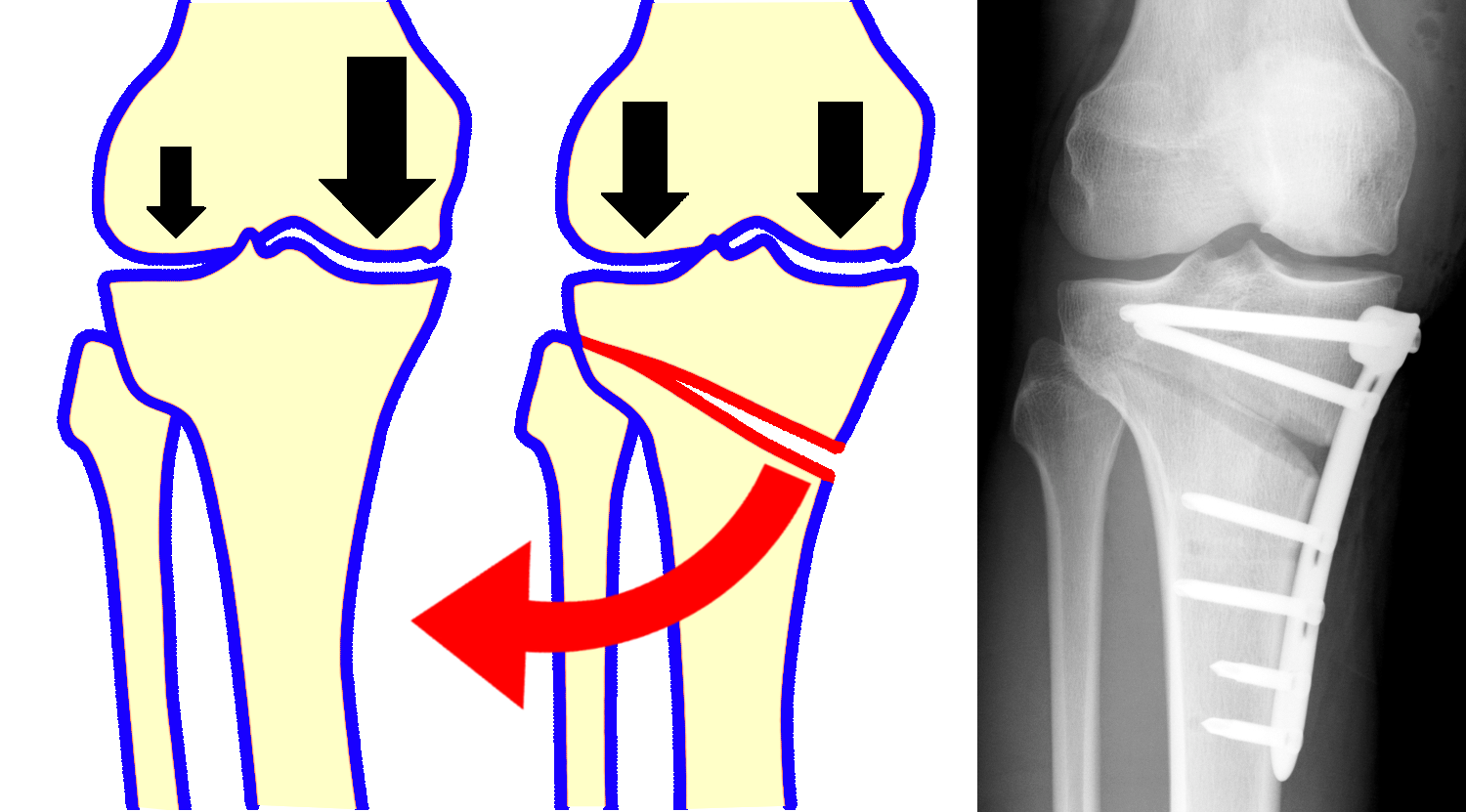
Aufklappende mediale Tibiakopf-Umstellungsosteotomie (open wedge) mit Plattenosteosynthese. Die schwarzen Pfeile deuten die Lastverteilung vor und nach der Umstellung an.

- TKO (Tibiakopf-Osteotomie): Im letzten Drittel des 19. Jahrhunderts führte William Macewen Osteotomien bei X-Beinen durch.[4] Beispielsweise bei einer Varusfehlstellung des Kniegelenkes kann das Schienbein kurz unterhalb der Gelenkfläche des Kniegelenkes von der Außenseite (lateral) her durchtrennt und ein vor der Operation in seinem Winkel errechneter Keil entfernt werden (closed wedge-Operationstechnik), oder es erfolgt in der open wedge-Umstellungsosteotomie eine aufklappende Osteotomie von medial (innenseitig) ohne Keilentnahme, so dass ein Spalt bestehen bleibt, welcher aber mit der Knochenheilung zuwächst. In beiden Verfahren muss eine Osteosynthese, z. B. als Plattenosteosynthese oder mittels Klammern, die beiden Knochenfragmente stabil in der gewünschten Position bis zur Knochenheilung halten. Wenn der laterale Teil des Kniegelenkes bei einer Varusgonarthrose noch keinen schweren Verschleiß aufweist, kann damit der prothetische Ersatz des Knies um einige Jahre hinausgezögert werden oder gar verhindert werden. Umgekehrt kann am Schienbein auch bei einer Valgusfehlstellung des Kniegelenkes mit X-Bein-Fehlstellung vorgegangen werden, dabei kann die open wegde-Osteotomie außenseitig oder die closed wedge-Osteotomie innenseitig erfolgen, ebenfalls mit nachfolgender stabiler Osteosynthese.
- Operation nach Maquet-Bandi: Manche Probleme mit dem Kniescheibengleitlager können dadurch behandelt werden, dass der Ansatz der Kniesehne zusammen mit einem kräftigen Knochenklotz aus dem Schienbein herausgemeißelt, nach seitlich und vorne verlagert und dort festgeschraubt wird.
- Basisnahe Schwenkosteotomie des ersten MFK (Mittelfußknochens): Bei Fußdeformitäten im Sinne eines Hallux valgus wird der erste Mittelfußknochen basisnah durchtrennt, nach entsprechender Stellungskorrektur mit einer Lochplatte oder mit Bohrdrähten wieder fixiert.
- Beckenosteotomie nach Chiari: Manchmal ist das Dach der Gelenkpfanne einer Hüfte nicht breit genug. Die Lastverteilung im Hüftgelenk ist dann ungünstig, der vorzeitige Verschleiß zu erwarten. Bei der Operation wird der Beckenknochen direkt über dem Hüftgelenk durchtrennt, das Gelenk nach außen geschwenkt und die neue Stellung mit Schrauben oder Bohrdrähten gehalten. Das Ziel liegt darin, das Pfannendach der Hüfte zu verbreitern.
- Verlängerungsosteotomie: Durch Unfälle, aber auch durch angeborene Defekte kann ein Bein wesentlich kürzer sein als das andere. Bis zu 2 cm Unterschied lassen sich ohne Weiteres durch eine entsprechende Schuhzurichtung ausgleichen. Bei einem Unterschied ab 4 cm kann es sinnvoll sein, den betroffenen Knochen operativ zu verlängern. Das üblichste Verfahren ist dabei die Kallusdistraktion mit querer Osteotomie bzw. Corticotomie und anschließendem langsamem Auseinanderziehen mittels Distraktor. Daran schließt sich meist eine Marknagel- oder Plattenosteosynthese an, um den Knochen wieder heilen zu lassen, sobald die gewünschte Verlängerungsstrecke erreicht ist. Alternativ lassen sich auch verstellbare Marknägel einsetzen, die sich ebenso langsam teleskopartig ausfahren lassen, womit der Fixateur externe vermieden wird. Für Verlängerungen bis zu 4 cm ist auch eine stufenförmige Osteotomie möglich, wobei der Oberschenkel in der Mitte längs aufgetrennt wird. Dies ist besonders subtrochantär im Übergang zwischen der proximalen Femur-Meta- und -Diaphyse möglich. Dabei kann während der Operation die notwendige Verlängerung direkt eingestellt und mittels Winkelplatten-Osteosynthese fixiert werden.
- Zahnosteotomie: Verfahren wird auch in der Kieferchirurgie angewandt, um z. B. das Extrahieren von Weisheitszähnen zu ermöglichen.
- Kieferosteotomie: Umstellung oder Verlagerung der Kieferknochen, z. B. Verlängerung oder Kürzung des Unterkieferknochens oder auch Verlagerung des Oberkiefers. Siehe auch Chin Wing und Genioplastik
- Femurhals-Osteotomie: Vor allem bei Hunden mit Hüftleiden zur Femurkopfresektion, ebenso Bestandteil der Operation beim Einsetzen einer Hüftprothese, bei der auch der Femurkopf reseziert wird. Die Entfernung des Hüftkopfes kann auch eigenständig erfolgen, z. B. bei infektiöser Arthritis des Hüftgelenks, und war vor der Zeit der Endoprothese unter dem Begriff Girdlestone-Operation ein Standardverfahren.
- Laminektomie an der Wirbelsäule (Entfernung des Wirbelbogens mit dem Dornfortsatz eines oder mehrerer Wirbel)

## Selten oder in der Vergangenheit angewendete Osteotomien
- Drehkopfosteotomie: Nach einer Hill-Sachs-Läsion oder einem Humerustorsionsfehlers wird der proximale Humeruskopf vom restlichen Humerus abgetrennt und nach Drehung wieder fixiert.